# قائمة المسائل الفلسفية

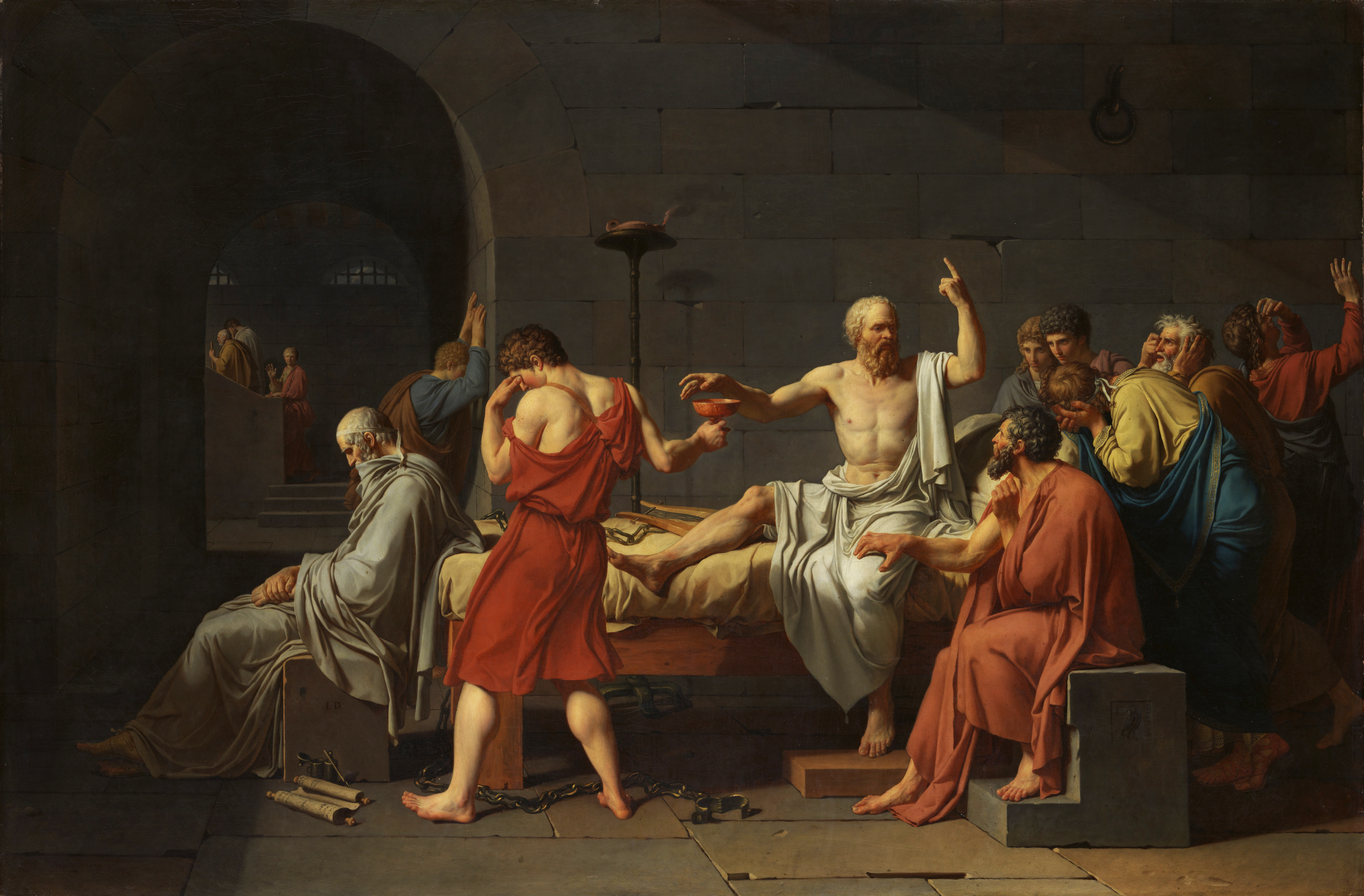
لوحة (مقتل سقراط) للفنان جاك لوي دافيد

المشكلة الفلسفية هي تلك التي تتعلق بالمبادئ (الأصول أو الأسس أو الكليات)، بعكس المشاكل التي تتصل بالجزئيات كالعلمية (أو الدينية، الفنية، الحياتية … الخ)، وتتميز المشكلة الفلسفية في كونها تنقح وتهذب ولا تنتهي إلى حل قاطع كما نرى في المشكلات العلمية وغيرها.
تنطوي المشكلة الفلسفية على بناء وتركيب، أي أنها ينبغي أن توضع في سياق من التصورات التي تختلف عن المشكلة ذاتها. فقد تثار الأسئلة حول أي شيء دون سياق توضع فيه، أما المشكلة فيجب أن تبنى وتركب في سياق، لأنها نتاج تركيب فكري، إنها تنبع عن ارتباط موضوع يعد – ولو مؤقتا – إطارا لإمكان الحل. وبهذا المعنى يمكن أن يقال إن وضع المشكلة يؤذن بحلها. ومن هنا كذلك يمكن أن يقال عن مشكلة ما أنها أسيء وضعها، أي أن وضعها على ذلك النحو لا يؤدي إلى حلها.
إن المشكلة الفلسفية سؤال لم يجد حلاً مقبولاً لدى الجميع، فهي سؤال حي لا يزال يوضع، إنها إذن مفعمة بالحياة. إن المشكلة هي «بؤرة التوتر» التي تؤرق الإنسان، وتحثه على إيجاد الحل، مع أنها ذاتها، أي المشكلة، ليس لها حل، و«البؤرة الأكثر توترا تتجلى في كوننا لا نفكر بعد. دائما ليس بعد، رغم أن حالة العالم تدعونا باستمرار إلى التفكير وتسمح به.» (مارتن هيدجر)

## المشكلة: مدخل لغـوي
شَكَلَ الأمر يشكُل شَكلاً، أي: التبس الأمر، والعامة تقول شَكَل فلان المسألة أي علّقها بما يمنع نفوذها. وعند التهانوي: «المشكل اسم فاعل من الإشكال وهو الداخل في أشكاله وأمثاله، وعند الأصوليين اسم للفظ يشتبه المراد منه بدخوله في أشكاله على وجه لا يعرف المراد منه إلاّ بدليل يتميز به من بين سائر الأشكال والمشكل ملا ينال المراد منه إلا بالتأمل بعد الطلب» ، كما أننا نجد عند الجرجاني، بالإضافة إلى المعنى المذكور عند التهانوي حول المشكل، نجد مفهوم المسائل، وهي عنده: «المطالب التي يبرهن عليها في العلم ويكون الغرض من ذلك معرفتها».
أما المشكلة (بالإنجليزية: Problem) كما نجدها في المعاجم الفلسفية فهي: «المعضلة النظرية أو العملية التي لا يتوصل فيها إلى حل يقيني.» ، والمعضلة (بالإنجليزية: Dilemma) تعني حالة لا نستطيع فيها تقديم شيء، وهي تفيد معنى التأرجح بين موقفين بحيث يصعب ترجيح أحدهما على الآخر. والمشكلة تختلف عن المسألة في كون الأولى نتيجة عملية تجريد من شأنها أن تجعل «المسالة» موضوع بحث ومناقشة، وتستدعي الفصل فيها. وقد أكد أرسطو هذه التفرقة في كتاب «الطوبيقا» (المقالة الأولى) حين وضع «المشكلة الجدلية» في مقابل «القول الديالكتيكي»، فقال إن المشكلة الجدلية: «هي مسألة موضوعة للبحث، تتعلق إما بالفعل أو بالترك، أو تتعلق فقط بمعرفة الحقيقة إما لذاتها أو من أجل تأييد قول آخر من نفس النوع، لا يوجد رأي معين حوله، أو حوله خلاف بين العلة والخاصة، أو بين كل واحد من هذين فيما بين بعضهم وبعض» ، ويذكر الدكتور عبد الرحمن بدوي بأن المنطق التقليدي (الأرسطي) لم يعالج موضوع «المشكلة» إلا نادرا، وذلك يرجع إلى كون المشكلة بوصفها من موضوعات ” الطوبيقا “ (الجدل) تنتسب إلى منطق الاحتمال لا إلى منطق اليقين، فهي تدخل في موضوع إفحام الخصم، وبالتالي فهي أقرب إلى الخطابة منها إلى المنطق.
تختلف المشكلة كذلك عن الإشكالية (بالإنجليزية: Problematic) ، حيث أن الإشكالية تعني الاحتمال والحكم الاحتمالي يدرس في موضوع أحكام الموجهات (بالإنجليزية: Judgements of modality) وهي أحكام تتميز بأنها تكون مصحوبة بالشعور بمجرد إمكان الحكم، بينما الحكم التقريري يكون مصحوبا بالشعور بواقعة الحكم. والإشكال عند إيمانويل كانت مرادف للإمكان، وهي مقولة من مقولات الجهة، ويقابله الوجود والضرورة، والأحكام الإشكالية عنده هي الأحكام التي يكون الإيجاب أو السلب فيها ممكناً لا غير، وتصديق العقل بها يكون مبنياً على التحكم، أي مقرراً دون دليل. وهي مقابلة للأحكام الخبرية.
ويذكر أندريه لالاند في موسوعته الفلسفية بأن الإشكالية (بالفرنسية: problematique) (ويترجمها مترجم الكتاب بـ: مسألية) هي: «سمة حكم أو قضية قد تكون صحيحة (ربما تكون حقيقية) لكن الذي يتحدث لا يؤكدها صراحة».

## ماهية المشكلـة الفلسفية
تتعلق المشكلة بصورة عامة بالصعوبات المرتبطة بموضوع ما، فإن كانت الصعوبات تتصل بالجزئيات ؛ كانت مشكلة علمية (أو دينية، فنية، حياتية … الخ)، أما إذا كانت الصعوبات تتصل بالمبادئ، الأصول، الأسس، الكليات … الخ فإن ذلك يعني أنها مشكلة فلسفية على وجه التحديد. ومن هنا يمكن القول بأن ” أَمَـارَة “ المشكلة الفلسفية هي أن تتعلق بالمبادئ الكلية. ولذلك فإن أوّل ” مشكلة فلسفية “ ظهرت في تاريخ الفلسفة هي مشكلة ” أصل الوجود “ والتي طرحها طاليس (حوالي 630 – 570 ق. م) حين تسائل عن أصل الكون.

## سمات المشكلة الفلسفية وخصائصها
إن أول سمة تميز المشكلة الفلسفية عن غيرها من المشكلات هي أنها تتعلق بالمبادئ أو الأصول الكلية. فالسؤال عن الكل، المبدأ، الأصل، والأساس هو الذي يضع الحد الفاصل بين كون هذا السؤال يعبر عن مشكلة فلسفية أم مشكلة علمية.
تتميز المشكلة الفلسفية كذلك بأنها على درجة عالية من التجريد والبحث النظري. ولذلك ترتبط بمن يثيرها، ولذلك فالمشكلة الفلسفية نسبية، أي تتحدد بالنسبة لمن يطرح السؤال، وتعتمد على مدى قبول أو رفض الآخرين لهذا السؤال.
و يعد السؤال عن الماهية من سمات المشكلة الفلسفية أيضا، وهذه مسألة هامة في نظرية المعرفة على وجه الخصوص. وبشكل عام؛ ترتبط المشكلة الفلسفية بـالقول وليس بالأشياء ذاتها.

## العلاقة بين المشكلة والسؤال
يرتبط مفهوم المشكلة بمفهوم السؤال أشد ارتباط، فوراء كل مشكلة سؤال، مع أنه ليس بالضرورة أن يكون وراء كل سؤال مشكلة بالمعنى الفلسفي، وأول من تعرض لمفهوم السؤال وجعل منه قضية فلسفية في كتاباته المنطقية هو أرسطو، ففي كتاب المسائل (باللاتينية: Topica) يقول:«والمسألة (المشكلة) إنما تخالف المقدمة (القضية (بالإنجليزية: proposition)) بالجهة.»
على اعتبار أن الفرق بينهما هو فرق في تحوّل صيغة العبارة، فإذا وضعت العبارة على هذا النحو: ” أليس الحي جنساً للإنسان ؟ “." كانت مقدمة أو قضية. أما إذا قيل: ” هل قولنا ”الحي” جنس للإنسان أم لا ؟ “ فإن العبارة تكون مسألة."، أي مشكلة. كما يضيف أرسطو بعد ذلك تمييزا آخر بين المقدمة المنطقية وبين المسألة المنطقية بأن يقول: «والمقدمة المنطقية هي مسئلة ذائعة إما عند جميع الناس، أو عند أكثرهم، أو عند جماعة الفلاسفة … وجميع الآراء أيضا الموجودة في الصناعات المستخرجة قد تكون مقدمات منطقية» 
، أما المسألة المنطقية فهي «طلب معنى ينتفع به في الإيثار للشيء والهرب منه، أو في الحق والمعرفة؛ مثال ذلك قولنا هل اللذة مؤثرة أم لا.»
.

### الوضع والمسألة
والوضع هو رأي مبدَع لبعض المشهورين بالفلسفة، فالوضع أيضا مسألة، وليس كل مسألة وضعا، لأن بعض المسائل يجري مجرى ما لا يعتقد فيها أن الأمر فيها كذا أو كذا" 
. وللسؤال أهمية خاصة في الفلسفة، فهو المدخل الأساسي إلى الحكمة، إلى الفلسفة. والسؤال هو الذي يشكل المشكلة ؛ فالمشكلة في نهاية الأمر سؤال يبحث عن إجابة. وقد حظي مفهوم ” السؤال “ بأهمية خاصة في الفلسفة الوجودية، وبوجه خاص لدى هيدجر الذي ذهب إلى تأويله على أنه سؤال عن الكينونة (بالألمانية: Seinsfrage) أو سؤال عن معنى الكينونة(بالألمانية: Sinn von Sein) يعود إلى ماهية الوجود الإنساني 

### أهلية السؤال
يحدد ديكارت ثلاثة شروط لأهلية السؤال كتمهيد للمعرفة وهي :
1. ينبغي أن يكون في كل سؤال شيء غير معروف.
2. أن يكون هذا المجهول معروفا على نحو معين أو إلى حد معين.
3. أن هذا المجهول لا يمكنه أن يصبح معروفا إلا بواسطة ما هو معروف.

وفي السؤال يتحدد أيضا الفرق بين العلم والفلسفة، فالعلم يطرح السؤال حول ما هو جزئي في الظاهرة التي يبحثها، ولا يبتعد بالمسالة وحلها إلى «الشمول الكلي»، كما هو الحال في الفلسفة، وإنما يظل مقيدا بحدود المسألة كما يجري طرحها ضمن نطاقه الخاص. "إن المشكلة بمثابة سؤال تأزم وتعذر الوصول إلى حل متفق عليه، فإذا كان هذا التأزم على المستوى النظري فيسمى مشكلة، وإذا تعلق بأمور الحياة الإنسانية فيسمى إشكالية، وغالبا ما يتعذر الوصول إلى حل للإشكالية.
يصاغ السؤال في اللغة العربية من جملة خبرية أو إنشائية بإضافة أداة استفهام إلى أولها : ” سقراط معلم أفلاطون.”، ” هل سقراط معلم أفلاطون ؟ ” ؛ ومن أدوات السؤال : هل، لماذا، كيف، لم، لمن، ماذا، متى، من أين، إلى أين … أما في اللغات الأجنبية (الهندو – أوربية) فيصاغ السؤال عادة من خلال عكس الجملة فيأتي الفعل أو الفعل المساعد في أول الجملة.

### علاقة السؤال بالجواب
قد يبدو بأن بين السؤال والجواب علاقة تضايف، فبما أن لكل جواب سؤال، فيظن بأن لكل سؤال جواب، ولكن الواقع غير ذلك وهذا يقودنا إلى مسالة الأسبقية المنطقية بين السؤال والجواب، ففي حين تبدأ الفلسفة بوصفها نسق شامل بالجواب، إلا أن النشاط الفلسفي ذاته قد يبدأ بالسؤال أولاً. وقد اعتبر هيدجر السؤال نقطة البداية الحقة في الفلسفة. والسؤال الفلسفي كان دائما يتميز عن باقي أنواع الأسئلة بكونه أعم وأشمل، شأنه بذلك شأن الفلسفة ذاتها واختلافها عن باقي الفروع العلمية الخاصة.

### العلاقة بين السؤال والتفكير
كل سؤال لا بد وأن يصاغ بلغة سليمة، واللغة السليمة ترتبط بالتفكير السليم، وبالتالي، ثمة علاقة بين المشكلة (كونها سؤال متأزم) وبين التفكير. يقول هيدجر : «إننا لا نستطيع أن نفكر إلا حينما نحب ما يكون في ذاته» الشيء الذي هو محط عناية «وحتى نصل إلى هذا الفكر يجب علينا من جانبنا أن نتعلم التفكير … سندعو ما هو في ذاته» الشيء الذي يعنى به " ب : بؤرة التوتر. كل ما هو متوتر يسمح بالتفكير.
، يقود هذا إلى مسألة الأهمية في السؤال، وبالتالي أهمية المشكلة.

## المشكلة والحل
الحاجة إلى حل مشكلة ما هي العامل المرشد دائما في عملية التفكير كما أشار جون ديوي، وراء كل مشكلة رغبة في الوصول إلى الحل، وحل المشكلات ما هو إلا محاولة وضع وتنظيم للمفاهيم لكي تصل إلى الحل المناسب. والوصول إلى الحل يرتبط بشكل أساسي بنمط التفكير المتبع والمعتقدات التي يؤمن بها الشخص. فمشكلة فيضان النيل على سبيل المثال تم حلها من قبل قدماء المصريين من خلال إلقاء عروس النيل بهدف إرضاء الآلهة، في حين عالج المصريين حديثا ذات المشكلة بتفكير علمي من خلال بناء السدود.
ثمة أمر آخر يتعلق ” بالحل “، وهو السلطة التي يستند عليها ؛ فكان التساؤل عن مصدر الحل هل هو روح الأجداد، أم الآلهة، أم العقل الإنساني. واضح أن هناك علاقة بين مصدر الحل وسلطته من جهة، وبين نوع التفكير المتبع من جهة أخرى.

## الأسباب المؤدية لظهور المشكلة
تبدأ الفلسفة عندما نقول شيئا ما، وتبدأ المشكلة الفلسفية عندما نؤكد ذلك «القول». (كانت)
لكل مجال أو فرع من فروع المعرفة مشكلاته الخاصة، ولكل مشكلة أسبابها المتعلقة بها أيضا، أما فيما يتعلق بالمشكلات الفلسفية، فقد حدد ديكارت أربعة أسباب رئيسية يرى أن المشكلات الفلسفية قد تنشأ بسببها وهي :
1. الأحكام المبتسرة التي اتخذناها في مقتبل عمرنا.
2. أننا لا نستطيع نسيان هذه الأحكام المبتسرة.
3. أن ذهننا يعتريه التعب من إطالة الانتباه إلى جميع الأشياء التي نحكم عليها.
4. أننا نربط أفكارنا بألفاظ لا نعبر عنها تعبيرا دقيقاً [14]

و تقود النقطة الرابعة بالتحديد إلى مسألة هامة ظهرت في منتصف القرن العشرين مع حركة الوضعية المنطقية، وهي مسألة إنكار ورفض معظم المشكلات الفلسفية، بل وكل مشكلات الميتافيزيقا، بحجة أنها لغو فارغ من المعنى.

## المشكلات الزائفة في الفلسفة
انطلق أصحاب الوضعية المنطقية في رفضهم لمعظم المشكلات الفلسفية بحجة أنها لغو فارغ من المعنى من معيار التحقق (بالإنجليزية: Verification) والذي وضعه رودولف كارنب (بالإنجليزية: Rudolf Carnap) في كتابه المشكلات الزائفة عام 1966، وخلاصة هذا المبدأ أن كل عبارة لا نستطيع أن ” نتحقق “ منها تجريبيا - أي أن يكون لها مقابل في الواقع - هي عبارة فارغة من المعنى، ولذلك تم إنكار كل قضايا الميتافيزيقا على اعتبار أنه لا يمكن التحقق من عباراتها تجريبيا. كما أرجع لودفيج فتجنشتين، في كتابه «بحوث فلسفية» معظم المشكلات الفلسفية إلى «سوء استخدام اللغة»، وهو يقول في ذلك : «إن المشكلات التي تنشأ نتيجة لسوء تفسير صورنا الخاصة باللغة، تتصف بأنها ذات عمق. إنها اضطرابات عميقة، جذورها ضاربة في أعماقنا بعمق صور لغتنا، ودلالتها كبيرة بنفس قدر أهمية لغتنا.»

ولما كانت المشكلات الفلسفية في نظر فتجنشتين هي مشكلات زائفـة ؛ فهي إذن لابد وأن تزول تماما، طالما أن الهدف الذي نطمح إليه في الفلسفة هو الوضوح الكامل. والوضوح الكامل لا يتأتى إلا بلغة سليمة، خالية من العيوب والأخطاء المنطقية، ومنها التحدث عن أشياء لا يمكن التحقق منها تجريبياً. ولذلك قال فتجنشتين مقولته المشهورة : «إن كل ما يمكن التفكير فيه على الإطلاق، يمكن التفكير فيه بوضوح، وكل ما يمكن أن يقال، يمكن قوله بوضوح.» 
إن مشكلة القضايا أو «المشكلات الفلسفية» الزائفة التي أظهر فتجنشتين مفارقاتها الممكنة في المرحلتين المبكرة والمتأخرة من فلسفته، وكذلك الحال مع كارنب وبقية المناطقة الوضعيين، إنما ترتبط أساسا بمشكلة المعنى والصدق، أو مشكلة الحقيقة في العلم الميتافيزيقا. ولذلك ستبقى هذه المشكلات الفلسفية ما بقيت الفلسفة ذاتها بوصفها «مشكلة فلسفية».